# 20 май
20 май е 140-ият ден в годината според григорианския календар (141-ви през високосна година). Остават 225 дни до края на годината.

## Събития
- 325 г. – Римският император Константин I Велики свиква Първи Никейски събор, на който е прието „Веруюто“.
- 525 г. – При земетресение в Близкия Изток загиват около 300 хиляди души.
- 1202 г. – Земетресение с епицентър в Северозападна Сирия убива от 30 хиляди до над един милион души в Близкия Изток и Северна Африка.
- 1498 г. – Португалският мореплавател Васко да Гама първи от европейските мореплаватели заобикаля Африка и пристига в Кожикод (преди известен като Каликут), Индия.
- 1520 г. – Ернан Кортес разбива испанските войски, след като се обявява за независим владетел на Мексико.
- 1570 г. – Картографът Абрахам Ортелий издава първия съвременен атлас.
- 1618 г. – Започва Тридесетгодишна война.
- 1873 г. – Леви Щраус и Джейкъб Дейвис получават американски патент за сини памучни панталони с медни капси, станали известни по-късно като джинси.
- 1875 г. – Представители на 17 държави подписват в Париж Метричната конвенция, с която се постига единство в използваните мерни единици.
- 1875 г. – Княз Александър Дондуков-Корсаков встъпва в длъжност като руски императорски комисар в България.
- 1882 г. – С присъединяването на Италия към военния съюз между Германия и Австро-Унгария се създава Тройния съюз – организация, която по-късно предизвиква Първата световна война.
- 1900 г. – В Париж са открити вторите Летни олимпийски игри.
- 1902 г. – Куба става независима от САЩ република.
- 1927 г. – Саудитска Арабия получава независимост от Великобритания.
- 1927 г. – Чарлз Линдберг излита от Лонг Айлънд, Ню Йорк, за да извърши първия самостоятелен полет без кацане над Атлантическия океан, който завършва успешно на летище Бурже в Париж.
- 1932 г. – Енгелберт Долфус става канцлер на Австрия.
- 1932 г. – В СССР е въведен терминът социалистически реализъм като нов стил в литературата.
- 1932 г. – Амелия Еърхарт излита от остров Нюфаундленд и започва първия самостоятелен полет без кацане на жена над Атлантическия океан, който завършва успешно в Северна Ирландия на следващия ден.
- 1943 – Цар Борис III отклонява следващи германски планове за депортация и одобрява план за изселване на 25 хиляди евреи от София.
- 1963 г. – Сукарно е назначен за пожизнен президент на Индонезия и провъзгласен за Велик вожд на революцията.
- 1965 г. – Самолетът при полет 705 на „Пакистан Интернешънъл Еърлайнс“ се разбива близо до  международното летище „Кайро“ и убива 121 души на борда.
- 1969 г. – Джон Ленън сключва брак с Йоко Оно в Гибралтар.
- 1972 г. – Създадена е обединената република Камерун.
- 1983 г. – От френския Институт „Пастьор“ официално се съобщава, че е изолиран вирусът на СПИН от екип, ръководен от професор Люк Монтание.
- 1989 г. – В с. Пристое, Шуменско, е проведен първият митинг на български турци против „възродителния процес“
- 2002 г. – Източен Тимор придобива независимост от Индонезия и става първата суверенна държава за 21 век.
- 2003 г. – Ватиканът публикува речник на съвременния латински език, в който са добавени термини, които широко се използват в настоящето.
- 2007 г. – Избори за Европейски парламент през 2007: В България се провеждат първите избори за членове на Европейския парламент.

## Родени
- 1764 г. – Йохан Шадов, пруски график († 1850 г.)
- 1772 г. – Уилям Конгрийв, английски изобретател († 1828 г.)
- 1794 г. – Карл Юлиус Перлеб, германски ботаник († 1845 г.)
- 1799 г. – Оноре дьо Балзак, френски писател († 1850 г.)
- 1806 г. – Джон Стюарт Мил, британски философ († 1873 г.)
- 1818 г. – Едуард Тотлебен, руски граф и военен деец († 1884 г.)
- 1822 г. – Фредерик Паси, френски икономист, Нобелов лауреат през 1901 г. († 1912 г.)
- 1830 г. – Ектор Мало, френски писател († 1907 г.)
- 1851 г. – Емил Берлинер, американски изобретател с германски произход († 1929 г.)
- 1860 г. – Едуард Бухнер, германски химик, Нобелов лауреат († 1917 г.)
- 1868 г. – Тасе Христов, български революционер († ? г.)
- 1875 г. – Парашкев Цветков, български революционер († 1903 г.)
- 1876 г. – Петър Джидров, български социалдемократ († 1952 г.)
- 1878 г. – Александър Давидов, български военен деец († 1925 г.)
- 1881 г. – Владислав Сикорски, полски военен и политически водач († 1943 г.)
- 1882 г. – Георги Горанов, български композитор († 1905 г.)
- 1882 г. – Сигрид Унсет, норвежка писателка, Нобелова лауреатка през 1928 г. († 1949 г.)
- 1883 г. – Фейсал I, крал на Ирак († 1933 г.)
- 1885 г. – Александър Лер, германски генерал († 1947 г.)
- 1893 г. – Винцас Миколайтис-Путинас, литовски писател († 1967 г.)
- 1896 г. – Храбър Попов, български архитект, първият декан на Строителния факултет към Висше техническо училище († 1979 г.)
- 1901 г. – Макс Еве, нидерландски шахматист († 1981 г.)
- 1904 г. – Марджъри Алингам, английска писателка († 1966 г.)
- 1906 г. – Васила Вълчева, българска народна певица († 1981 г.)
- 1908 г. – Джеймс Стюърт, американски актьор († 1997 г.)
- 1909 г. – Васил Иванов, български художник († 1975 г.)
- 1915 г. – Моше Даян, израелски офицер и политик († 1981 г.)
- 1916 г. – Алексей Маресиев, съветски летец († 2001 г.)
- 1917 г. – Дейвид Маклеланд, американски психологически теоретик († 1998 г.)
- 1918 г. – Едуард Люис, американски генетик, Нобелов лауреат през 1995 г. († 2004 г.)
- 1921 г. – Волфганг Борхерт, германски поет, белетрист и драматург († 1947 г.)
- 1921 г. – Карл Дедециус, германски писател и преводач († 2016 г.)
- 1922 г. – Димитър Хаджиянев, български актьор († 2005 г.)
- 1922 г. – Куно Ребер, швейцарски писател († 1992 г.)
- 1924 г. – Пол-Клод Ракамие, френски психиатър († 1996 г.)
- 1925 г. – Алексей Туполев, съветски авиоконструктор († 2001 г.)
- 1930 г. – Милена Цанева, български литературен критик († 2025 г.)
- 1935 г. – Димитър Киров, български художник († 2008 г.)
- 1935 г. – Хосе Мухика, уругвайски политик и президент († 2025 г.)
- 1942 г. – Тома Томов, български журналист
- 1943 г. – Ал Бано, италиански поп певец
- 1944 г. – Джо Кокър, британски поп певец († 2014 г.)
- 1946 г. – Шер, американска поп певица и актриса
- 1947 г. – Стоянка Кендерова, български арабист и османист
- 1949 г. – Илко Ескенази, български политик († 1994 г.)
- 1950 г. – Красимир Зафиров, български футболист
- 1952 г. – Роже Мила, камерунски футболист
- 1955 г. – Матиас Политики, германски писател
- 1956 г. – Борис Акунин, руски писател
- 1958 г. – Алексей Гусков, руски актьор
- 1959 г. – Бронсън Пинчът, американски актьор
- 1960 г. – Джон Билингсли, американски актьор
- 1962 г. – Александър Дедюшко, руски актьор († 2007 г.)
- 1961 г. – Ангел Тошков, български учен
- 1964 г. – Весела Лечева, българска спортистка
- 1964 г. – Даниела Гергелчева, българска тенисистка
- 1965 г. – Паоло Сеганти, италиански артист
- 1968 г. – Тимъти Олифант, американски актьор
- 1970 г. – Стефан Вълдобрев, български актьор и музикант
- 1972 г. – Бъста Раймс, американски хип-хоп изпълнител
- 1978 г. – Христос Баникас, гръцки шахматист
- 1981 г. – Икер Касиляс, испански футболен вратар
- 1982 г. – Петър Чех, чешки футболист
- 1983 г. – Александра Сърчаджиева, българска актриса
- 1983 г. – Оскар Кардосо, парагвайски футболист
- 2006 г.- Мариан Балабанов евройпейски шампион

## Починали
- 1277 г. – Йоан XXI, римски папа (* 1215 г.)
- 1506 г. – Христофор Колумб, генуезски мореплавател (* 1451 г.)
- 1622 г. – Осман II, султан на Османската империя (* 1604 г.)
- 1648 г. – Владислав IV Васа, крал на Полша и велик княз на Литва (* 1595 г.)
- 1755 г. – Йохан Георг Гмелин, германски естествоизпитател (* 1709 г.)
- 1782 г. – Уилям Емерсън, британски математик (* 1701 г.)
- 1820 г. – Карл Лудвиг Занд, германски студент, член на Burschenschaft (* 1795 г.)
- 1887 г. – Александър Улянов, руски революционер (* 1866 г.)
- 1896 г. – Клара Шуман, германска пианистка и композиторка (* 1819 г.)
- 1901 г. – Кочо Муструка, български революционер (* 1873 г.)
- 1911 г. – Георги Ралев, български революционер (* 1875 г.)
- 1911 г. – Димко Богов, български революционер (* 1870 г.)
- 1940 г. – Вернер фон Хейденстам, шведски писател и поет, Нобелов лауреат през 1916 г. (* 1859 г.)
- 1942 г. – Ектор Гимар, френски архитект и дизайнер (* 1867 г.)
- 1944 г. – Иван Улитин, съветски военен деец (* 1923 г.)
- 1945 г. – Александър Ферсман, съветски геохимик (* 1883 г.)
- 1945 г. – Владимир Вазов, български генерал, брат на поета Иван Вазов (* 1868 г.)
- 1947 г. – Филип Ленард, австрийски и унгарски физик, Нобелов лауреат през 1905 г. (* 1862 г.)
- 1952 г. – Йордан Пекарев, български журналист и политик, деец на БЗНС (* 1860 г.)
- 1960 г. – Никола Михайлов, български художник (* 1876 г.)
- 1970 г. – Херман Нунберг, австрийски психоаналитик (* 1884 г.)
- 1973 г. – Ярно Сааринен, финландски мотоциклетен състезател (* 1945 г.)
- 1981 г. – Доситей, македонски духовник, глава на МПЦ (* 1906 г.)
- 1981 г. – Лилиан Ротер, унгарски психоаналитик (* 1896 г.)
- 1982 г. – Димитър Попов, български политик (* 1912 г.)
- 1989 г. – Джон Хикс, британски икономист, Нобелов лауреат през 1972 г. (* 1989 г.)
- 1995 г. – Начо Начев, български учен (* 1925 г.)
- 2002 г. – Стивън Джей Гулд, американски палеонтолог (* 1941 г.)
- 2005 г. – Пол Рикьор, френски философ (* 1913 г.)
- 2007 г. – Стенли Милър, американски химик (* 1930 г.)
- 2009 г. – Ивайло Джамбазов, български актьор (* 1959 г.)
- 2009 г. – Олег Янковски, руски актьор (* 1944 г.)
- 2011 г. – Ренди Савидж, американски кечист (* 1952 г.)
- 2012 г. – Робин Гиб, английски певец и композитор (Бий Джийс) (* 1949 г.)
- 2013 г. – Рей Манзарек, американски музикант (* 1939 г.)

## Празници
- Свети мъченик Талалей (по църковня календар на Българска православна църква)
- Международен ден на метрологията
- Европейски ден на морето (от 2008 г.)
- Международен ден на пчелите (от 2018 г.)
- Източен Тимор – Ден на независимостта (от Индонезия, 2002 г., национален празник)
- Камерун – Ден на обединението (1972 г., национален празник)
- Куба – Ден на независимостта (от САЩ, 1902 г.)
- Саудитска Арабия – Ден на независимостта (от Великобритания, 1927 г.)
- Индонезия – Ден на националното пробуждане